# Erwin Aschenwald
Erwin Aschenwald (* 25. August 1954 in Zell am Ziller) ist ein österreichischer Komponist, Violinist, Sänger und Frontmann der Band Die Mayrhofner aus Mayrhofen im Zillertal.

## Leben
Aschenwald wuchs im Stilluptal auf und arbeitete nach einer Tischlerlehre als Bademeister in Mayrhofen in Tirol. Eine fünfjährige Akkordeonausbildung erhielt er von Ferry Straßl in der Musikschule in Hall und ab 1992 am Bruckner-Konservatorium in Linz. Erste Alben in Duo und Triobesetzung folgten. Als Akkordeonvirtuose veröffentlichte Erwin zwei Alben. Anfang der 90er hing Aschenwald seinen Bademeisterjob an den Nagel und wurde Berufsmusiker. Als Komponist verfasste er zahlreiche volkstümliche Werke, die u. a. von Mayrhofner, Andy Borg und Hansi Hinterseer auch auf Tonträgern veröffentlicht wurden. Aschenwald schrieb bisher mehr als tausend Lieder, über fünfhundert hat er selbst aufgenommen. Zu seinen bekanntesten Songs zählen „Der Sonntagsjodler“, „Schei-wi-dei“, „Die Musikanten aus dem Zillertal“ und der Hit von Sašo Avsenik „Hallo kleine Maus“ zu dem er den Text beisteuerte. Aschenwald hat fünf Kinder und wohnt mit seiner Familie in Mayrhofen.